# 洪库日淖日
洪库日淖日，曾名霍托查干，是位于中国内蒙古自治区呼伦贝尔市新巴尔虎左旗嘎拉布尔苏木西部的一个湖泊，嵯岗牧场内。其位置约在东经118°10′，北纬49°33′。该湖的沉积物主要为天然碱。洪库日淖日在蒙古语中的意思是低洼的湖。